# Екатерина Великая (яйцо Фаберже)
«Екатери́на Вели́кая» (другие названия: «Гризайль» и «Розовая камея») — ювелирное яйцо, одно из пятидесяти двух императорских пасхальных яиц, изготовленных фирмой Карла Фаберже для русской императорской семьи.
Создано по заказу императора Николая II в подарок его матери, Марии Фёдоровне, на Пасху 1914 года.

## Дизайн
Яйцо выполнено из золота, розовой и непрозрачной белой эмали. На него нанесен орнамент с помощью чеканки и резьбы по золоту. На боковых сторонах расположенные миниатюры, с аллегорическими сценами искусств и наук французского художника Франсуа Бушэ. Подставка для яйца выполнена из золота.

## Сюрприз
В письме к своей сестре Александре, Мария Фёдоровна отмечает, что сюрпризом в этом яйце был механический паланкин с Екатериной Великой внутри, который несут два арапа.
Паланкин имеет маленькие окошечки из горного хрусталя. Через них видна фигурка Екатерины. Императрица облачена в мантию, отороченную горностаем, выполненную из белой эмали. Сам паланкин украшен чеканкой и золотой резьбой. Арапы одеты в яркие ливреи из красной эмали, на голове у них тюрбаны. Сюрприз снабжен механизмом, который приводит его в движении: арапы медленно переставляют ножки, а паланкин катится на небольших колесах.

## История
В 1914 году Николай II подарил его своей матери, Марии Фёдоровне.
В 1927 году яйцо было продано Галерее Хаммер в Нью-Йорке, где в 1931 году куплено Элеонор Барзин, в подарок на день рождения матери.
В 1973 году подарено Музею Хиллвуд в Вашингтоне, США.